# Çuxur-Məhəllə-Moschee

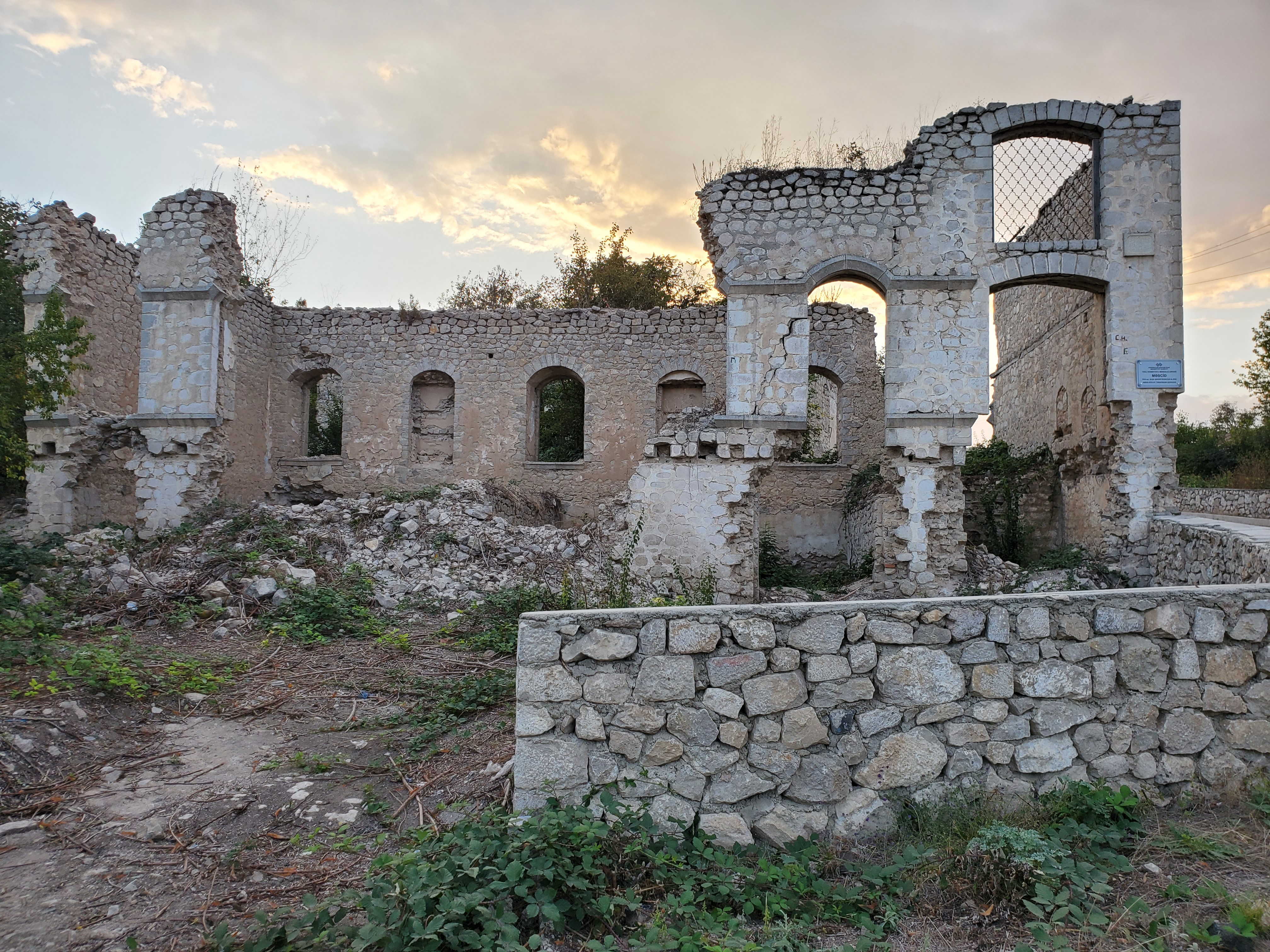
Ruinen der Çuxur-Məhəllə-Moschee

Die Çuxur-Məhəllə-Moschee (eingedeutscht Tschukur Mähällä) ist ein schiitisch-aserbaidschanisches Gotteshaus in der Stadt Şuşa von Aserbaidschan.

## Geschichte und Architektur
Die Moschee liegt im gleichnamigen Viertel im östlichen Teil von Şuşa (einem von 9 niedrig gelegenen und ältesten Vierteln der Stadt). Sie wurde Ende des 18. Jahrhunderts errichtet.
Der architektonischen und strukturellen Gestaltung des Innenraums nach zu urteilen, gehört Çuxur-Məhəllə zum Typus der Moscheen von Şuşa mit einem einzigen Volumen und einer flachen Holzdecke. Wie in anderen Gebetshäusern der Stadt wurde auch hier in der Mitte des Gebetssaals, gegenüber der Mihrab, auf der zweiten Ebene eine kleine, von drei Spitzbögen eingerahmte, offene Galerie erbaut, die für Frauen bestimmt war.
Im Ersten Bergkarabachkrieg wurde die Moschee stark beschädigt. Während der armenischen Besatzungszeit (1992–2020) verfiel das Gebäude zunehmend, von dem heutzutage nur Ruinen übriggeblieben sind.
Per Erlass des Ministerkabinetts der Republik Aserbaidschan vom 2. August 2001 wurde die Moschee als architektonisches Denkmal von lokaler Bedeutung unter staatlichen Schutz gestellt (Inventar Nr. 5068).